# Claudia Arpa
Claudia Arpa (* 12. November 1967 in Waiern in Feldkirchen) ist eine österreichische Politikerin der Sozialdemokratischen Partei Österreichs (SPÖ). Von April 2018 bis April 2023 war sie Abgeordnete zum Kärntner Landtag. Seit dem 13. April 2023 ist sie vom Kärntner Landtag entsandtes Mitglied des Bundesrates. In der zweiten Jahreshälfte des Jahres 2023 bekleidete Arpa das Amt der Bundesratspräsidentin.

## Leben

### Ausbildung und Beruf
Claudia Arpa besuchte die HBLA in Villach, wo sie 1987 maturierte. Anschließend studierte sie bis 1993 Psychologie, Pädagogik und Philosophie und Geographie und Wirtschaftskunde an der Universität Graz. Ab 1994 folgte ein Aufbaustudium Technischer Umweltschutz an der Technischen Universität Graz, das sie 1997 mit einer Diplomarbeit zum Thema Entwicklung der österreichischen Kulturlandschaft: Rückzug der Landwirtschaft in der Modellgemeinde Hirschegg/Steiermark als Magistra abschloss. Von 2008 bis 2010 besuchte sie den Lehrgang Sozialmanagement am Institut für Bildung im Gesundheitsdienst (IBG) Bad Schallerbach.
Sie war bis 2015 beim Integrationsfachdienst autArK tätig und ist Heim- und Geschäftsstellenleiterin des Sozialhilfeverbandes (SHV) Wolfsberg.

### Politik
Seit 2015 ist sie im Gemeinderat in Frantschach-Sankt Gertraud, seit 2016 Gemeindevorstand und Ausschussvorsitzende für den Bereich Finanzen, Kindergarten, Schulen und Personal.
Bei der Landtagswahl in Kärnten 2018 war sie Bezirksspitzenkandidatin der SPÖ im Bezirk Wolfsberg und kandidierte auf Platz sechs der Landesliste und hinter Klaus Köchl auf Platz zwei im Wahlkreis Ost. Am 12. April 2018 wurde sie in der konstituierenden Landtagssitzung der 32. Gesetzgebungsperiode als Abgeordnete zum Kärntner Landtag angelobt, wo sie Mitglied im Ausschuss für Frauen, Generationen und Integration, im Ausschuss für Gesundheit, Pflege und Soziales, im Ausschuss für den Ländlichen Raum und Infrastruktur sowie im Ausschuss für Wohnbau, Arbeit und Technologie ist.
Im November 2021 wurde sie als Nachfolgerin von Nicole Strodl zur Vorsitzenden der SPÖ Frauen im Bezirk Wolfsberg gewählt. Nach der Landtagswahl in Kärnten 2023 wechselte sie mit 13. April 2023 vom Landtag in den Bundesrat, wo sie im zweiten Halbjahr 2023 den Vorsitz übernahm. Im Oktober 2023 wurde sie zur Kärntner Spitzenkandidatin für die Europawahl in Österreich 2024 gewählt, auf dem 46. Bundesparteitag der SPÖ im November 2023 wurde sie für den bundesweit sechsten Listenplatz bestätigt. Im März 2025 wurde sie als Bezirksfrauenvorsitzende der SPÖ Wolfsberg bestätigt.